# آروای‌بی
آروای‌بی (چینی: 红黄蓝教育) شرکت آموزش چینی است، که در سال ۱۹۹۸ تأسیس شد.